# 赛音胡都嘎苏木
赛音胡都嘎苏木，是中华人民共和国内蒙古自治区锡林郭勒盟正蓝旗下辖的一个乡镇级行政单位。

## 行政区划
赛音胡都嘎苏木下辖以下地区：
吉尔嘎郎图嘎查、那日斯图嘎查、巴彦都呼木嘎查、贺日斯台嘎查、舒尔根台嘎查、道仁乃图嘎查、巴彦胡舒嘎查、图古日格嘎查、伊和淖尔嘎查、宝日胡吉尔嘎查、巴彦查干嘎查和蒙古勒金嘎查。